# 詹姆斯·汤普森 (测量师)
詹姆斯·汤普森（英語：James Thompson，1789年—1872年10月6日）是生于南卡罗来纳州的美国测量员，曾绘制芝加哥首份地籍图。汤普森25岁那年移居伊利诺伊州南部的卡斯卡斯基亚，此后大半辈子都在当地生活，工作以测量员为主。他受聘测量伊利诺伊州北部伊利诺伊与密歇根运河两端的定居点，于1830年8月4日完成测量运河东部尽头的芝加哥并绘出地籍图，此后返回卡斯卡斯基亚，谢绝芝加哥的土地为报酬，宁愿接受300美元现金。除测量工作外，他还出任过遗嘱认证法官、县委员等职位，还是黑鹰战争期间伊利诺伊州民兵军官。
芝加哥早在17世纪的地图上便已出现，18世纪末开始有移民定居。汤普森的地籍图便是后来名词“芝加哥”所指地方，改变密歇根湖西南湖畔地名不统一的历史，当地居民终于能为财产确立合法所有权。芝加哥后来急剧膨胀，汤普森的地籍图也随之扩展。1833年，不断成长的芝加哥注册为镇，1837年成为城市，1890年居民已过百万，成为美国第二大城市。芝加哥在多次历史庆典上纪念汤普森，他的墓地起初寂寂无名，后于1917年立起纪念碑。

## 早年经历
詹姆斯·汤普森于1789年生于南卡罗来纳州阿布维尔，父亲约翰·波特·汤普森和母亲玛丽·格拉斯哥都是苏格兰－爱尔兰裔移民，美国革命前移居此地。1802年，阿布维尔的苏格兰－爱尔兰裔在伊利诺伊州伦道夫县卡斯卡斯基亚附近建立定居点，汤普森的两个叔叔于1804年迁居该地，汤普森和兄弟1814年跟进。在卡斯卡斯基亚当过三年教师后，汤普森与堂妹玛格丽特成婚，此后在普雷斯顿附近定居，两人共有12个孩子。

## 事业

### 早期事业
1819年，汤普森完成测量卡斯卡斯基亚路和科文顿路，两条路分别将伦道夫县与圣克莱尔县和华盛顿县连接。1820至1821年，他与大卫·安德森和尼尔斯·霍奇基斯共同担任伦道夫县委员，参与该县的国家人口普查和同期县内人口普查工作。1821年，他受命担任美国测量师，并且一干就是20余年，在伦道夫县及周边测量多个项目，如1824年连接卡斯卡斯基亚与当时州首府万达利亚的公路，还曾于1830年2月测量伦道夫县与门罗县的边界。

### 芝加哥地籍图

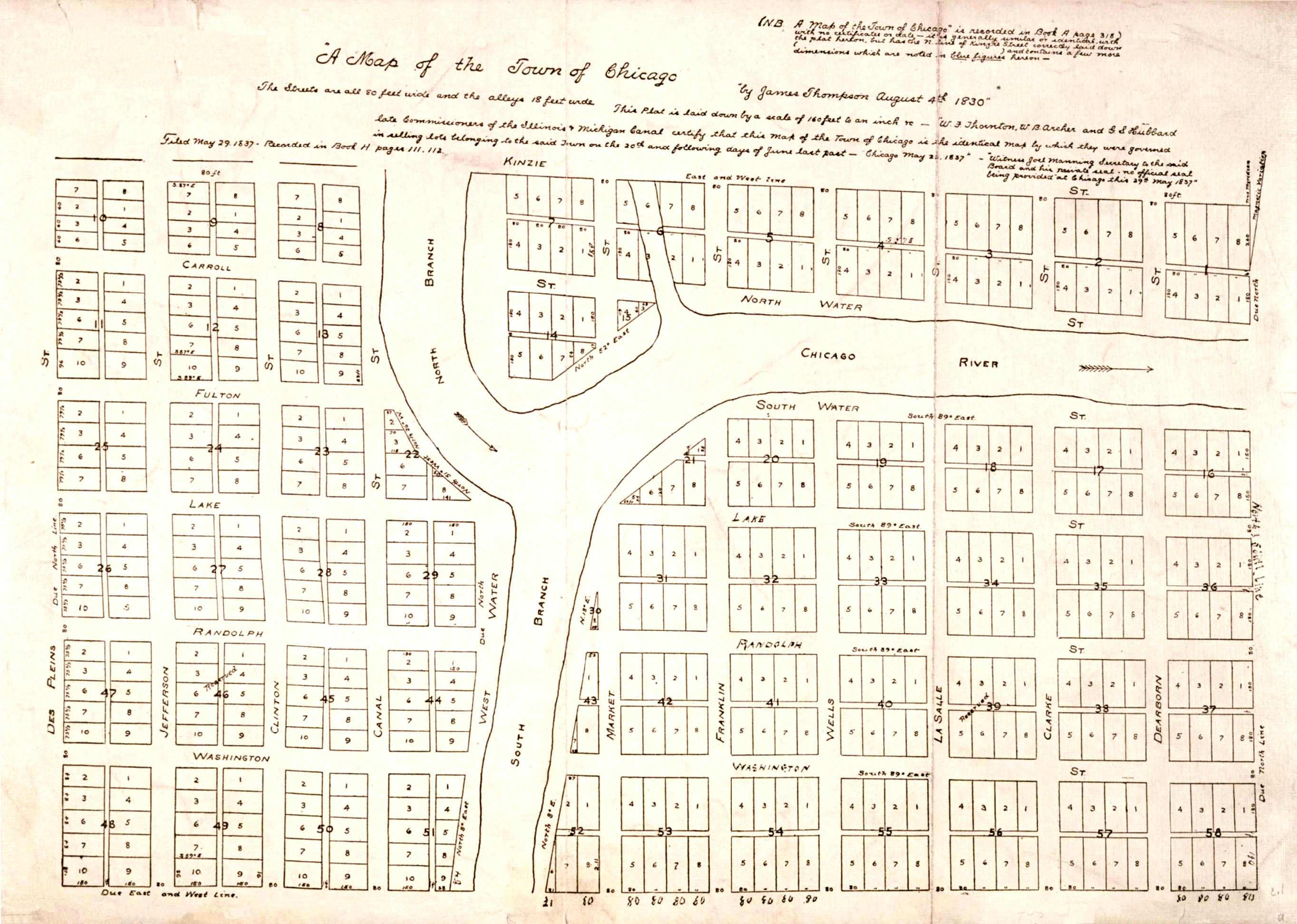
汤普森绘制的芝加哥地籍图

1818年建州后不久，伊利诺伊州打算修筑运河连接伊利诺伊河与五大湖，进而让伊利诺伊河通过伊利运河与美国东部相通。1822年，国会授权该州修筑伊利诺伊与密歇根运河，并于1827年进一步授权把运河旁边的土地出售来筹集建设资金。根据计划，这条运河会把芝加哥西侧伊利诺伊河畔城市渥太华与芝加哥东面的密歇根湖相连。1830年，伊州诺伊州指派的运河修筑专员聘请汤普森测量运河两端土地，汤普森于7月5日完成渥太华测量，8月4日完成芝加哥测量 。
汤普森测量的芝加哥以金兹街、麦迪逊街、州街和德斯普拉恩斯街为界，面积约0.97平方公里。美国政府1803年建成的迪尔伯恩堡挡在密歇根湖畔，所以地籍图没有延伸到该湖。图内分出58个街区，从东北向东南方向以牛耕式转行书写法顺序编号，图中街道宽20米，小巷宽4.9米。西部开拓先驱马克·博比恩的小屋位于其中一条街道，他还买下两个地号的土地。
汤普森为图上街道命名，其中伦道夫街等街道是以伦道夫县及周边各县命名。湖街是因为街道位于迪尔伯恩堡南侧，靠近芝加哥河，从当时情况看很可能是第一条抵达密歇根湖的街道。迪尔伯恩街是距迪尔伯恩堡最近的南北走向街道。金兹街、拉萨勒街和威尔斯街均以当地历史人物命名。地籍图上没有州街和麦迪逊街这两个名称，其中州街只是图上芝加哥和迪尔伯恩堡的边界。

### 晚年
测量完芝加哥后，汤普森返回伦道夫县，报酬方面他选择300美元现金而非芝加哥的一块土地。1831年，他重新测量卡斯卡斯基亚路和科文顿路，1833年又重新测量连接卡斯卡斯基亚和万达利亚的公路。1831年，汤普森开始出任伦道夫县遗嘱认证法官，曾处理伊利诺伊州早期政治家沙德拉奇·邦德和皮埃尔·梅纳德的财产。1848年生效的伊利诺伊州新宪法规定县法官直接负责遗嘱认证，汤普森的职务被县法官约翰·坎贝尔取代。1832年黑鹰战争爆发后，他在伊利诺伊志愿骑兵队任中尉，后晋升上尉。汤普森曾测量伊利诺伊州许多县和城镇，年龄渐长后还有儿子帮忙。1859年，他已是伦道夫县副测量师，而且名声在外：“不管啥时候只要有人提到詹姆斯·汤普森的名字，就肯定会与测量工作有关”。他的许多家人都成为测量师，包括兄弟、儿子和女婿。1872年10月6日，汤普森在蘭道夫郡辞世，遗体葬于普雷斯顿公墓。

## 影响

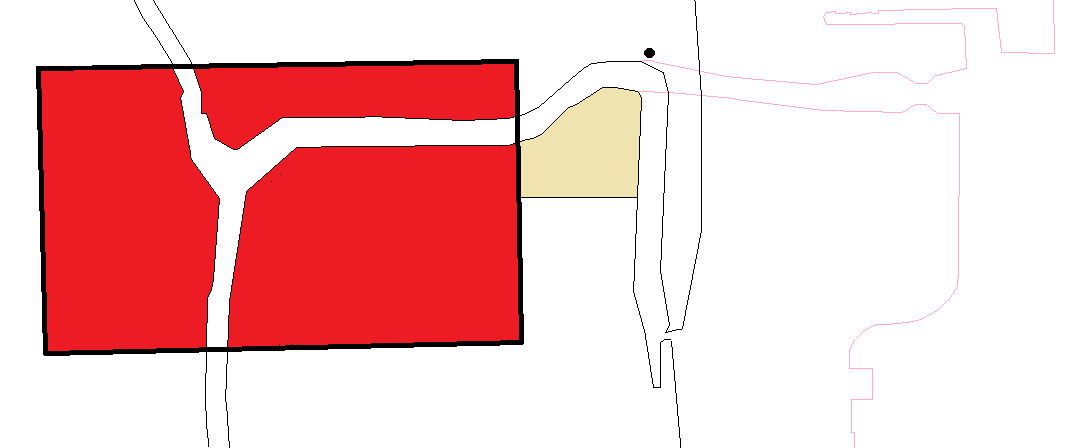
汤普森地籍图时期的芝加哥，黑点位置是让·巴蒂斯特·波因特·杜萨布尔的宅邸。
汤普森地籍图范
迪尔伯恩堡
如今的湖岸线

芝加哥早在17世纪的地图上便已出现，18世纪大部分北美洲地图都少不了她的身影，城市名称多种多样。让·巴蒂斯特·波因特·杜萨布尔是首位迁至当地的永久居民，最迟于1790年在芝加哥河河口附近定居。美国政府于1803年在此建立迪尔伯恩堡，19世纪初开拓者陆续前来，1830年当地已有75人。
“芝加哥”的英语辞汇源自土著语，原指当地野生韭葱，指代今芝加哥河、德斯普拉恩斯河等多个地点。汤普森的地籍图正式确定“芝加哥”所指地方，为土地交易打下基础。地籍图不但为当地立下网格街道布局体系，还帮助居民确立财产的合法所有权。19世纪30年代，芝加哥开始急剧扩张，于1833年获得首份城镇宪章，1837年又获城市宪章，地籍图也在1834年开始延伸。地籍图及其网格还代表19世纪芝加哥开发期间商品化的土地，这些网格与轻捷木骨架建筑的出现一起推动城市快速发展。19世纪中期，芝加哥成为美国交通枢纽，进一步推动城市扩张，到1890年已有上百万居民，成为美国第二大城市。
州街和麦迪逊街是汤普森地籍图的基线，1909年，两街交叉点成为芝加哥地址体系的源头。为庆祝汤普森地籍图一百周年，芝加哥房地产管理局举办征文比赛，胜出者可以获得该市周边部分土地。汤普森的曾曾侄女获得第三名，奖励的土地位于惠顿。《芝加哥论坛报》值地籍图125周年之际庆祝“芝加哥生日”，断言芝加哥是世界上唯一能确定诞生日期的大城市。1954年，芝加哥商业协会的··坤宁把汤普森原版地籍图捐给芝加哥历史博物馆。卢普区开发项目37街区以汤普森地籍图上编号的街区命名。
汤普森的墓地起初寂寂无名。1917年，有报导称芝加哥市议会某议员对选择州街和麦迪逊街交汇处作为芝加哥城市网格基线大惑不解，因为城市地理中心在其西侧很远的位置，经过调查，人们才发现这两条街道是汤普森测量的基线，进而获知他在城市历史上扮演着多么重要的角色。市议会拨款在汤普森墓地竖立纪念碑，市长威廉·黑尔·汤普森同年5月30日揭幕。

## 脚注
1. ↑  Montague，第124頁
2. 1 2 3 4 5 6 7 8 9 10 11 12 13 14 15 16 17  Randolph Society.
3. ↑  Montague，第122頁
4. 1 2 3 4 5 6  Miller，第59頁
5. 1 2 3 4 5 6 7 8 9 10 11 12 13 14 15  Small 1955，第5頁.
6. 1 2 3  Thompson 1830.
7. ↑  Andreas，第111頁
8. ↑  Montague，第123–124頁
9. ↑  Montague，第125頁
10. ↑  Montague，第57頁
11. 1 2  Karrow, Jr. 2004.
12. ↑  Quaife，第89頁
13. ↑  Miller，第47頁
14. ↑  Keating 2004.
15. 1 2 3  Tribune p. 1.
16. ↑  Miller，第81頁
17. ↑  Flanagan 2004.
18. ↑  Miller，第82頁
19. ↑  Miller，第83–84頁
20. ↑  Nugent 2004.
21. ↑  CHS Maps.
22. ↑  Block 37.
23. ↑  Grave dedication.